# 吉田英人
吉田 英人（よしだ ひでと）は、日本の工学者。工学博士（京都大学）。広島大学大学院工学研究科物質化学工学部門教授。専門は微粒子工学。微粒子プロセスの高度化と体系化を目指して、サイクロンなどによる分級技術の高度化や沈降天秤法による粒度分布測定技術の開発にも取り組む。

## 略歴
1973年に富山大学工学部化学工学科卒業。1978年 京都大学大学院工学研究科博士課程単位取得後退学、広島大学工学部助手。その後助教授職を経て、広島大学大学院工学研究科教授。

## 所属学会
化学工学会、日本粉体工業技術協会、粉体工学会。

## 受賞歴
- 1989年 化学工学会論文賞
- 1992年 粉体工学情報センター学術奨励賞
- 2003年 広島労働局長表彰
- 2008年 粉体工学会論文賞
- 2009年 粉体工学会論文賞
- 2011年 日本粉体工業技術協会集じん分科会技術フォーラム賞